# Swiatłana Hałkina
Swiatłana Hałkina (biał.: Святлана Галкіна; ros.: Светлана Галкина, Swietłana Gałkina; ur. 12 grudnia 1972) – białoruska siatkarka grająca na pozycji rozgrywającej (wzrost 175 cm). W sezonie 2007/08 zawodniczka klubu Centrostal Bydgoszcz grającego w Lidze Siatkówki Kobiet (LSK).